# Einar Heckscher
Ej att förväxla med Carl-Einar Häckner.
Einar Heckscher, född 6 maj 1938 i Uppsala, död 18 februari 2020 i Katarina distrikt i Stockholm, var en svensk författare och översättare.

## Biografi
Einar Heckscher var son till statsvetaren Gunnar Heckscher, senare professor och partiledare för Högerpartiet, och dennes hustru Anna Britta, född Vickhoff. Han fick fyra syskon: Eva, Sten, David och Ivar Heckscher.
Heckscher drogs som tonåring till Stockholms jazzkretsar och började missbruka narkotika vid 18 års ålder. Han var på grund av sitt missbruk nära döden två gånger, men slutade då han 1974 fick en son och Lasse Bergström på Norstedts gav honom ett arbete. Han har översatt författare som T. Coraghessan Boyle, Charles Bukowski, Don DeLillo, John Fante, Elmore Leonard, Hunter S. Thompson, Irvine Welsh och John Kennedy Toole. Heckscher har även ägnat sig åt musik och var under 1970-talet sångare i proggrockgrupperna Telefon Paisa, senare Sogmusobil, och Levande Livet. Han var under en period också med i Handgjort.
Einar Heckscher var far till två barn.

### Översättningar (i urval)
- William S. Burroughs: Tjacket (Junkie) (Centerwall & Thuresson, 1967)
- Toby Young: Hopplös och hatad av alla (How to Lose Friends and Alienate People, 2003).
- Norman Mailer: Bödelns sång (The executioner's song) (översatt tillsammans med Jimmy Hofsö, Askild & Kärnekull, 1980-1981)
- John Kennedy Toole: Dumskallarnas sammansvärjning (A confederacy of dunces) (AWE/Geber, 1982)
- Thomas Pynchon: Steg för steg: tidiga berättelser (Slow learners: early stories) (Bonnier, 1985)
- Martin Amis: Information (The Information) (Alfabeta, 1995)
- Louis-Ferdinand Céline: Kasperligan (Guignol's band) (Norstedt, 1996)
- Joseph Conrad: Mörkrets hjärta (Heart of darkness) (Lindelöw, 2006)
- Jack Kerouac: På väg (On the road) (Norstedt, 2008)
- Edward Bunker: Pojkpokerblues (Little Boy Blue) (Lindelöw, 2013)

## Filmografi
- 1966 – Ska' ru' me' på fest?

## Utmärkelser
- Stiftelsen Natur & Kulturs översättarpris 2003